# Tem Coisas que a Gente não Esquece
Tem Coisas que a Gente não Esquece é o décimo álbum de estúdio da cantora Cristina Mel, lançado pela gravadora Line Records em 1999 sob produção musical do baixista Beno César.
Em 2015, foi considerado, por vários historiadores, músicos e jornalistas, como o 57º maior álbum da música cristã brasileira, em uma publicação dirigida pelo Super Gospel. Em 2018, foi considerado o 42º melhor álbum da década de 1990, de acordo com lista publicada pelo mesmo portal.

## Faixas
1. Tem Coisas Que a Gente Não Esquece (Josué Teodoro)
2. Eu Sou (Alda Célia)
3. Milagre da Vida (Jane Leitzke)
4. América (Bennon)
5. Muda o Meu Coração (Alda Célia)
6. Sou Mais Um dos Salvos (Josué Teodoro)
7. A Mulher Samaritana (Edvaldo Novaes)
8. Imenso Prazer (Gilmar Pinheiro)
9. Jesus Me Libertou (Joel Lindsey - Versão: Cristina Mel)
10. Conquistas (Elis Rael)
11. Essa Fase Vai Passar (Paulo Francisco)
12. Ao Pastor Com Carinho (Elis Rael)
13. Puro Mel (Melissa)
14. Tudo Entregarei (C.C. 295)

## Clipes
- Tem Coisas Que a Gente Não Esquece
- Muda o meu coração